# Boubé Gado
Boubé Gado (* 1944 in Filingué; † 8. September 2015) war ein nigrischer Historiker und Politiker.

## Leben
Boubé Gado ging auf Grundschulen in Filingué und Tahoua, gefolgt vom Besuch der Ecole Normale de Zinder, die er mit 1965 mit einem Baccalauréat abschloss. Im darauffolgenden Jahr machte er ein Propädeutikum an der Université d’Abidjan in der Elfenbeinküste. Er studierte anschließend an der Université Cheikh Anta Diop de Dakar in Senegal, wo er 1968 eine Licence ès lettres in Geschichtswissenschaft erhielt. Gado setzte seine Universitätsstudien in Frankreich fort. Er machte 1976 eine Maîtrise für Geschichte an der Universität Paris VIII und 1979 ein Doktorat für Geschichte und afrikanische Zivilisationen an der Sorbonne.
Gado arbeitete jahrzehntelang in den Bereichen Lehre und Forschung an der Abdou-Moumouni-Universität Niamey. Dort war er als Forscher am Institut de Recherches en Sciences Humaines (IRSH) und als Lehrender an der Faculté des Lettres et Sciences Humaines (FLSH) tätig. Von 1970 bis 2000 leitete er das Departement für Kunst und Archäologie des IRSH. Von 1985 bis 1992 sowie von 2000 bis 2003 war er zudem Direktor des IRSH.
Boubé Gado wurde als Minister für Unterricht und Forschung in die Übergangsregierung vom 27. März 1992 unter Premierminister Amadou Cheiffou berufen. In diesem Amt folgte er Albert Wright nach. In der Regierung vom 23. April 1993 unter Staatspräsident Mahamane Ousmane wurde Gado als Minister für Erziehung und Forschung von Garba Djibo abgelöst. Boubé Gado wirkte ferner als Präsident der Association Ouest-Africaine d’Archéologie und der NGO S.O.S – Patrimoine sowie als Vorsitzender des Verwaltungsrats des Nigrischen Nationalmuseums.
Gado war verheiratet und Vater von sieben Kindern. Er wurde am Muslimischen Friedhof von Yantala in Niamey bestattet.

## Schriften
- Le Zarmatarey : vagues de migrations – formation des provinces historiques – avènement des Wangâris. Mémoire de maîtrise. Université de Paris VIII, Paris 1976.
- Tradition orale et archeologie : introduction a la connaissance des sites archeologiques de la vallee du Moyen-Niger. Institut de Recherches en Sciences Humaines, Niamey 1977. Mit Pierre Gouletquer.
- Les gravures de l’oued Mammanet (nord-ouest du massif de l’Aïr). In Zusammenarbeit mit Boubé Gado und Pierre Colombel. Nouvelles éditions africaines, Dakar 1979, ISBN 2-7236-0423-3. Von Henri Lhote in Zusammenarbeit mit Boubé Gado und Pierre Colombel.
- Le Zarmatarey. Contribution à l’histoire des populations d’entre Niger et Dallol Mawri (= Études nigériennes. Nr. 45). Institut de Recherches en Sciences Humaines, Niamey 1980, ISBN 2-85921-045-8.
- La recherche archéologique au Niger de 1959 à 1980 : Bilan, problèmes et perspectives. Institut de Recherches en Sciences Humaines, Niamey 1982.
- La Métallurgie dans les systèmes de sites de Kareygorou et de Boura : Colloque sur l’histoire de la métallurgie de la mine au métal avant l’adoption du procédé indirect. C.R.A., Paris 1983.
- Possible contacts between the central valley of the Nile and the River Niger area. In: Libya antiqua. Report and papers of the symposium organized by Unesco in Paris, 16 to 18 January 1984. Unesco, Paris 1986.
- Les traditions de Lougou, de Birnin Lokoyo et de Massalata. IRSH, Niamey 1986.
- La recherche archéologique au Niger et a protection du patrimoine culturel. Paper presented at the 8th Triennial Symposium on African Art, Washington, DC. 1989.
- Héritage de passé précolonial. In: A. I. Asiwaju, Bawuro M. Barkindo (Hrsg.): The Nigeria-Niger transborder co-operation. Proceedings of the workshop held at Bagauda Hotel, Kano, 2–8 July 1989. Malthouse Press, Lagos 1993.
- Un village des morts à Bura en République du Niger. Un site méthodiquement fouillé fournit d’irremplaçables informations. In: Vallées du Niger. Catalogue de l’exposition. Réunion des Musées Nationaux, Paris 1993, S. 365–374.
- Paléoenvironnements et occupation humaine des temps préhistoriques à l’epoque contemporaine. In: Franck Giazzi (Hrsg.): La Réserve Naturelle Nationale de l’Aïr et du Ténéré (Niger). La connaissance des éléments du milieu naturel et humain dans le cadre d’orientations pour un aménagement et une conservation durables. Analyse descriptive. Union internationale pour la conservation de la nature et de ses ressources, Gland 1996, ISBN 2-8317-0249-6.
- Niger: Museums and History. In: Claude Daniel Ardouin, Emmanuel Arinze (Hrsg.): Museums & History in West Africa. Smithsonian Institution Press, Washington 2000, ISBN 1-56098-805-3, S. 75–77.
- The Giant Crocodyliform Sarcosuchus from the Cretaceous of Africa. In: Science. Vol. 294, Nr. 5546, 2001, S. 1516–1519. Mit Paul C. Sereno, Hans C. E. Larsson und Christian A. Sidor.
- Niger (= Éléments d’archéologie ouest-africaine. Nr. 4). CRIAA, Nouakchott 2001, ISBN 2-84280-050-8. Mit Abdoulaye Maga und Amadou Idé Oumarou.
- The Republic of Niger. In: Neil Brodie, Jennifer Doole, Colin Renfrew (Hrsg.): Trade in illicit antiquities. The destruction of the world’s archaeological heritage. McDonald Institute for Archaeological Research, Cambridge 2001, S. 57–72.
- Rappel sur les faits préhistoriques et historiques de la zone Nord du Niger. In: Mamadou Moustapha Niang, Boubé Nagando, Seyni Seidou, Elizabeth Wangari (Hrsg.): Les pillages des sites culturels et naturels au Niger. UNESCO, Paris 2001, S. 105–106. Mit Abdoulaye Maga und Oumarou Amadou Idé.
- Les systèmes des sites à statuaire en terre cuite et en pierre dans la vallée du Moyen Niger entre le Gorouol et la Mékrou. In: Andrés Bazzana, Hamady Bocoum, Aomar Akerraz (Hrsg.): Du nord au sud du Sahara. Cinquante ans d’archéologie française en Afrique de l’Ouest et au Maghreb. Bilan et perspectives. Proceedings of a conference held in Paris, May 13–14, 2002. Sépia, Paris 2004, S. 155–182.
- Garumele, ville médiévale du Kanem-Borno? Une contribution archéologique. In: The Journal of African History. Vol. 50, Nr. 3, 2009, S. 355–375. Mit Anne Haour.
- Fouilles et reconnaissances archéologiques au Niger dans l’espace des terres cuites de la vallée du fleuve : méthodologie et résultats préliminaires (= Études nigériennes. Nr. 69). Institut de Recherches en Sciences Humaines, Niamey 2013. Mit Abdoulaye Maga und Oumarou Amadou Idé.

## Ehrungen
- Prix Boubou Hama (1999)[4]
- Palmes Académiques des Conseil africain et malgache pour l’enseignement supérieur (2004)
- Palmes Académiques der Republik Niger (2004)[1]